# Alain Trétout
Alain Gilbert Jean Trétout est un aviateur français, pilote de chasse de l'Armée de l'air française, pilote d'essai et ingénieur aéronautique, né le 23 novembre 1935 à Paris et mort le 31 octobre 1972 à Loreux dans le Loir-et-Cher en service aérien commandé. Il a contribué à la mise au point du Mirage F1 et est décédé lors d'un essai en vol du Falcon 10, deux avions développés par Dassault Aviation.
Il est le fils de Georges Pierre Trétout, officier marinier mécanicien à bord du sous-marin Ajax (Q148), promu progressivement après la Seconde Guerre mondiale officier en chef des équipages de la flotte (éq. à capitaine de frégate, dans un corps d'officiers mis en extinction par loi no 69-1138 du 20 décembre 1969) de la Marine nationale française. Ce père issu d'une famille bretonne du Finistère, décoré de la Médaille militaire et officier de la Légion d'honneur, devait terminer sa carrière en détachement à la direction du Commissariat à l'énergie atomique (CEA).
Sa tante paternelle, Marie Anne Trétout, est membre de la congrégation des Filles de la charité de saint Vincent de Paul. Son oncle paternel, Pierre Joseph Trétout, participe au mouvement de résistance Libération-Nord durant la Seconde Guerre mondiale.
Alain Trétout est le beau-frère d'Achille Zavatta, artiste et homme de cirque français marié en troisièmes noces avec sa sœur Annick Trétout, rencontrée le soir de la Saint-Sylvestre 1973 chez des amis communs. Ayant noué avec lui de solides liens d'amitié, Achille Zavatta décrivait Alain Trétout comme « un garçon d'une exceptionnelle valeur humaine et professionnelle, et la malchance abrégea tragiquement sa vie, une vie qui fut brillante.C'était un homme un vrai. Il était beau comme Paul Newman (...). »

## Jeunesse
Alain Trétout passe son enfance entre Cherbourg, Toulon et Brest. Selon Achille Zavatta, il est très tôt passionné d’aviation : « A six ans,déjà, il ne rêvait que d'aviation. Et s'il offrait l'apparence d'un homme profondément réfléchi, rompu à l'effort intellectuel c'est peut-être aussi parce qu'à six ans, à l'âge où les enfants jouent aux cow-boys et aux Indiens, il construisait déjà des maquettes d'avion dont il connaissait la plupart des caractéristiques techniques. Plus il passait d'examens, plus sa passion grandissait, le conduisait inéluctablement vers l'Armée de l'air, où il pourrait la satisfaire. »
Alain Trétout fait ses études secondaires à Pontivy, puis devient élève (numéro 5303 B) au Prytanée National Militaire de La Flèche. Il aura l'occasion de défiler lors du 14 Juillet 1952 sur les Champs-Élysées avec la Musique de l’école en qualité de trompette d’harmonie. Enfin, durant l’année 1954-55, il prépare le Piège.

## Carrière militaire (1956-1971)
Admis à l’École de l’Air en 1956 (promotion « Lieutenant Le Cong ») à l'âge de vingt ans, il opte pour la chasse. Il obtient son brevet de pilote à l'École de l'aviation de chasse 00.314, sur la base aérienne 708 de Meknès (Maroc).
Affecté à la 10e Escadre de chasse de Creil sur Super Mystère B2 (SMB2), il part ensuite en Algérie pour la mission de « maintien de l’ordre », à Batna. Entre les mois de mai 1960 et de mars 1961, il est cité par deux fois à titre individuel avec attribution de la Croix de la valeur militaire : le 25 mai 1961 à l'ordre du corps aérien (étoile de vermeil) ; le 11 octobre 1961 à l'ordre de la division (étoile d'argent).
Ayant été un temps instructeur de vol, il est promu capitaine en janvier 1964 et affecté au Centre d’essai aérien et militaire (CEAM). Il suit alors le stage de pilote d’essai à l’École du personnel navigant d'essais et de réception (EPNER), en 1965 à Istres.
Considérant ses états de service (entre 1956 et 1967 il totalise 2 500 heures de vol sur 31 appareils différents, dont 430 heures de vol en mission durant les « opérations de maintien de l'ordre » en Algérie sur appareils North American T-6 et T-28), le capitaine Alain Trétout est fait chevalier de la Légion d'honneur à l'âge de seulement 33 ans. Le 11 octobre 1968, il reçoit sa décoration des mains de l’ingénieur général Lecamus devant le front des troupes au CEAM à Brétigny-sur-Orge (Essonne).
Alain Trétout devient ensuite l’officier de marque du Mirage F1 au CEAM . En 1970, il présente le F1.04 - premier exemplaire représentatif de la série car disposant de toute l'électronique de combat embarquée - lors de la Visite d’aptitude à la mise en œuvre et à la maintenance (VAMOM) à Mont-de-Marsan

## Carrière de pilote d'essai (1971-1972)
Promu commandant de l'Armée de l'air française, il est bientôt sollicité pour entrer aux Avions Marcel Dassault (AMD) en vue des programmes qui s’annoncent (Mirage G4, Mercure, Alpha Jet…). Alain Trétout semble avoir atteint à cette époque une maturité professionnelle : « Ecouté, il passait, dans le monde de l'aéronautique française, pour un homme sûr, mentalement puissant, précieux pour la nation. »
Il présente le Mirage F1 au Salon du Bourget de 1971 puis rejoint, le 1er octobre de cette même année, les Avions Marcel Dassault. Il est remplacé au CEAM par Jean-Loup Chrétien, futur spationaute. Alain Trétout est alors chargé du programme du Mirage F1, qui arrive dans la phase de mise au point du système d’armes. Il remplit cette mission pendant un an.
Le 31 octobre 1972, à l’occasion d’un passage imprévu au centre aéronautique de Melun-Villaroche, il se substitue au pilote officiellement chargé d'un essai sur le prototype Mystère 10.01 (Falcon 10) mais qui était absent et effectue ce vol à sa place sous le contrôle du radar de Brétigny-sur-Orge, en compagnie de l'ingénieur Jacques Ladeux, dans le cadre de la certification du nouvel aéronef. À l’issue d’un essai de déroulement des trims latéraux, les mouvements transversaux amènent une rupture structurale entraînant la perte de l’avion et le décès de l’équipage. L'accident révéla un cas d'efforts sur la structure non encore pris en compte par les conditions de certification : un dérapage avec aérofreins braqués.

## Reconnaissance et mémoire

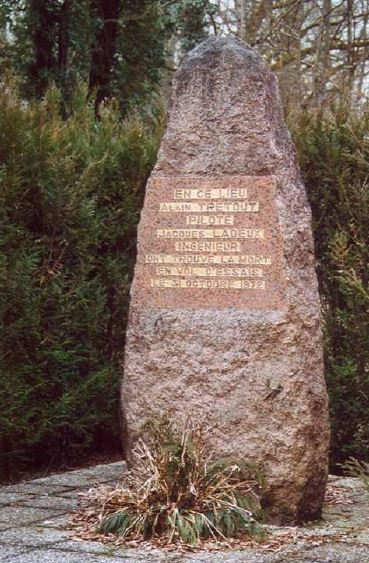
Stèle dressée sur le bord de la Départementale no 60 entre Selles-Saint-Denis et Loreux, commémorant l'accident d'Alain Trétout et Jacques Ladeux aux commandes du Mystère 10.01 de Dassault Aviation, le 31 octobre 1972,

Alain Trétout et Jacques Ladeux furent tous deux cités à l'Ordre de la Nation par le premier ministre de l'époque, Pierre Messmer, sur proposition du ministre d’État chargé de la Défense nationale, Michel Debré. Ladite citation rappelait les faits suivants : « Équipage d'essai que ses hautes compétences aéronautiques et sa grande expérience du vol avaient fait choisir pour la mise au point d'un prototype d'avion de liaison à réaction. A trouvé la mort lors d'un vol d'essai le 31 octobre 1972. » Ce fut le seul accident lors de la mise au point de toute la série des Falcon.
Un monument a été érigé depuis pour rappeler cet événement, le long de la route, près de Romorantin, lieu de l’accident : une stèle commémore ce drame, dressée sur le bord de la D60 entre Selles-Saint-Denis et Loreux, proche du lieu-dit Pioté.

## Décorations
- Légion d'honneur (chevalier).
- Croix de la valeur militaire (2 citations avec étoile de vermeil et étoile d'argent).
- Médaille commémorative des opérations de sécurité et de maintien de l'ordre.